# Савченко Іван Андрійович
Іва́н Андрі́йович Са́вченко (нар. 6 лютого 1914, Матвіївка, Сосницька волость, Сосницький повіт, Чернігівська губернія, Російська імперія — пом. 19 січня 1945, Паб'яніце, Лодзинське воєводство, Республіка Польща) — радянський військовик, Герой Радянського Союзу (1945, посмертно).

## Життєпис
Народився 6 лютого 1914 року в селі Матвіївка (нині у складі Корюківського району Чернігівської області України) в українській селянській родині. Закінчив ветеринарний технікум.
У 1936 році призваний на службу до Червоної армії, у складі якої з червня 1941 року воював на фронтах німецько-радянської війни.
У 1943 році закінчив Новочеркаське кавалерійське училище, пізніше призначений командиром кулеметного взводу 55-го гвардійського кавалерійського полку.
В боях за польське місто Паб'яніце 18 січня 1945 року оволодів важливим опорним пунктом ворога, а 19 січня 1945 переплив річку Варта та першим скочив в ворожу противника та прийняв стрілковий бій, в якому убив кілька противників. Загинув у цьому ж бою.
27 лютого 1945 року посмертно отримав звання Героя Радянського Союзу.

## Нагороди
- Орден Вітчизняної Війни II ступеня (16 листопада 1944).
- Орден Леніна (посмертно, 27 лютого 1945).
- Звання «Герой Радянського Союзу» (посмертно, 27 лютого 1945).